# Austrolimnophila (Austrolimnophila) horii
Austrolimnophila (Austrolimnophila) horii is een tweevleugelige uit de familie steltmuggen (Limoniidae). De soort komt voor in het Palearctisch gebied.